# Галкін Максим Геннадійович
Максим Геннадійович Галкін (рос. Максим Геннадьевич Галкин; 14 травня 1983, м. Електросталь, СРСР) — російський хокеїст, захисник.
Вихованець хокейної школи «Кристал» (Електросталь). Виступав за: «Елемаш» (Електросталь), «Кристал» (Електросталь), «Хімік» (Воскресенськ), «Молот-Прикам'я» (Перм), ХК «Рязань», «Буран» (Воронеж).